# 懽子内親王
懽子内親王（かんし/よしこないしんのう、正和4年10月16日（1315年11月13日） - 康安2年/正平17年5月7日（1362年5月30日））は、鎌倉時代後期から室町時代初期（南北朝時代）にかけての皇族、歌人。後醍醐天皇皇女、母は中宮・西園寺禧子（後京極院）。伊勢斎宮、のち光厳上皇妃、女院。院号は宣政門院。

## 生涯
元応元年（1319年）6月26日、内親王宣下。同年10月、一品に叙される。正中2年（1325年）8月16日、裳着。元徳2年12月19日（1331年2月4日）、16歳で父後醍醐天皇の斎宮に卜定。翌元弘元年（同じく1331年）1月、准三宮。同年8月20日、野宮に入る。まもなく元弘の変で後醍醐天皇が退位、隠岐へ配流のため、同年斎宮退下。元弘3年（1333年）12月、光厳上皇の後宮に19歳で入内。建武2年（1335年）2月2日、院号宣下。暦応2年（1340年）5月29日、保安寺に入り出家。康安2年（1362年）5月7日、48歳で薨去。
『新千載和歌集』等に、懽子内親王（宣政門院）の詠歌が残っている。